# Grégoire de Langres
Pour les articles homonymes, voir Grégoire et Saint-Grégoire.
Grégoire de Langres, dit aussi Grégoire d'Autun, est un prélat et aristocrate gallo-romain, né vers 446, comte d'Autun, en Saône-et-Loire puis une fois veuf, vers 500, il devient évêque de Langres, de 506 à sa mort en 539.

## Biographie
Descendant d'une riche famille de sénateurs, il fut comte et gouverneur d'Autun et de l'Autunois. Après la mort de son oncle Attale, comte d'Autun, il reprit la direction du comté. L'histoire en garde le souvenir d'un homme ferme et sévère, mais équitable. Il était impitoyable envers les lâches et les bandits, bon et doux avec les gens de bien. Nous lui connaissons deux fils de son union avec Armentaire (Armentaria), fille d'Armentarius, sénateur de Lyon. L'un se prénomme Tetricus et sera son successeur au siège épiscopal de Langres. Le second également prénommé Grégoire, sera le grand-père du célèbre Grégoire de Tours, ce qui en fait son arrière-petit-fils.
C'est une fois veuf qu'il se dirige vers les ordres. Le chroniqueur nous dit qu'il fut élu en 506 par le clergé et les fidèles de Langres au siège épiscopal. C'est vers cette date qu'il fonda l'abbaye Saint-Bénigne de Dijon et fit placer les reliques de cet apôtre de la Bourgogne dans la basilique. Il fit venir des religieux et leur donna pour abbé Eustade. Il fut un berger exemplaire, se livrant à l'abstinence avec une grande rigueur, ne mangeant que du pain fait avec de l'orge, n'usant que du vin dilué d'eau et passait de longues heures en prière. Vivant « comme un anachorète au milieu du monde », selon Grégoire de Tours, son arrière-petit-fils.
Il faisait de fréquents voyages à Dijon qui dépendait à cette époque du diocèse de Langres. Il logeait à proximité du baptistère de Saint-Vincent, près de l'église Saint-Étienne. C'était un lieu avec de nombreuses reliques, où il venait se recueillir et prier la nuit. La légende nous dit qu'un des clercs l'épiant vit un jour les saints vénérés venir chanter et glorifier Dieu avec lui. Saint Bénigne lui aurait fait savoir qu'il était tout marri que son culte soit négligé. Aussitôt il fait renouveler la châsse du martyr.
C'est à son époque que Sigo, qui sera canonisé sous le nom de saint Seine, vint à l'abbaye de Réome, sous la direction spirituelle de Jean de Réome.
Il fit procéder à la translation des reliques de saint Bénigne, et construire l'église et l'abbaye de Saint-Bénigne de Dijon qui leur servent de tombeau.
Dans l'espace compris entre les trois églises : Saint-Jean, Saint-Bénigne et une autre très ancienne construite sur l'emplacement du tombeau de sainte Paschasie, les chrétiens avaient pris l'habitude de se faire inhumer. Grégoire érigea cette coutume et défendit par un décret à toutes ses fidèles de se faire enterrer en d'autres lieux.
C'est en se rendant à Langres pour y célébrer l'Épiphanie qu'il prit froid et mourut le 4 janvier 539. Il occupait le siège épiscopal depuis trente-trois ans. Il fut inhumé, selon son désir à l'église Saint-Jean de Dijon, près du baptistère. La légende rapporte que sur le chemin de son convoi funéraire, passant devant la prison, les prisonnières implorèrent le défunt et qu'il réalisa son premier miracle : les portes de l'établissement pénitentiaire s'ouvrirent d'elles-mêmes.
Son fils, Tetricus, qui lui succéda sur le siège épiscopal de Langres, fit une translation du corps de son père, afin de lui élever un monument funéraire digne de sa sainteté. Cet événement est commémoré le 6 novembre. Plus tard eut lieu une seconde translation : une partie de ses reliques fut déposée à la cathédrale de Langres en 1282. Gui de Genève, évêque de Langres, les fit déposer dans une chasse en argent qui fut placée sur une colonne derrière le maître autel de Saint-Mammès. Le clergé assemblé en synode participa à cette cérémonie.

## Charges
- comte, gouverneur du pays d'Autun entre 465 à 505, environ ;
- évêque de Langres de 506 à 539, succède à Albison.

## Œuvres
- vers 507, il rappelle Jean de Réome, fondateur de l'abbaye de ce nom à Moutiers-Saint-Jean, à sortir de sa retraite à l'abbaye de Lérins et à retourner s'occuper de son abbaye ;
- en 517, il participe aux travaux du concile d'Épaone, où il retrouve son vieil ami l'abbé Lautein qu'il avait connu à l'abbaye Saint-Symphorien d'Autun ;
- en 535, il participe aux travaux du concile de Clermont ;
- en 538, il est représenté au IIIe concile d'Orléans par un prêtre du nom d'Evance.

## Épitaphe
Venance Fortunat, composa son épitaphe :

« Depuis que le roi du ciel a brisé les portes de l'enfer, la mort ennemie gît abattue aux pieds du Juste.
C'est ce qu'atteste la sainte vie du vénérable Grégoire sorti naguère du tombeau pour aller au ciel.
Issu d'une antique et noble famille, il est plus noble encore par les mérites auxquels il doit la place qu'il y occupe.
D'abord juge sévère, puis saint prêtre, ceux qu'il punit comme juge; il les aima et les protégea comme père. Il gouverna son troupeau pendant trente-deux ans, et il a la joie de contempler les heureux fruits de sa direction. Si l'on demande ce qu'il a fait de bien, ses miracles sont là pour répondre, et c'est encore par lui que les malades recouvrent la santé. »

## Protection
- Protecteur des captifs, prisonniers de la justice humaine.